# Торичела дел Пицо
Торичѐла дел Пѝцо (на италиански: Torricella del Pizzo, на местен диалект: Turezèla, Турецела) е село и община в Северна Италия, провинция Кремона, регион Ломбардия. Разположено е на 29 m надморска височина. Населението на общината е 693 души (към 2010 г.).